# Medio corso del Fiume Paglia
Medio corso del Fiume Paglia este o arie protejată (arie specială de conservare — SAC, sit de importanță comunitară — SCI) din Italia întinsă pe o suprafață de 161 ha, integral pe uscat.

## Localizare
Centrul sitului Medio corso del Fiume Paglia este situat la coordonatele 42°45′53″N 11°58′30″E / 42.764722°N 11.975°E.

## Înființare
Situl Medio corso del Fiume Paglia a fost declarat sit de importanță comunitară în iunie 1995 pentru a proteja 1 specie de plante și 17 specii de animale. Situl a fost protejat și ca arie specială de conservare în decembrie 2016.

## Biodiversitate
Situată în ecoregiunea mediteraneană, aria protejată conține 4 habitate naturale: Râuri mediteraneene cu debit permanent cu specii de Paspalo-Agrostidion și galerii riverane de Salix și de Populus alba, Păduri mixte riverane de Quercus robur, Ulmus laevis și Ulmus minor, Fraxinus excelsior sau Fraxinus angustifolia, de-a lungul marilor râuri (Ulmenion minoris), Galerii de Salix alba și de Populus alba, Liziere de ierburi înalte hidrofile de câmpie și de nivel montan până la alpin.
La baza desemnării sitului se află mai multe specii protejate:
- plante (1): Himantoglossum adriaticum
- păsări (8): pescăruș albastru (Alcedo atthis), egretă mare (Ardea alba), caprimulg (Caprimulgus europaeus),  prundaș gulerat mic (Charadrius dubius), egretă mică (Egretta garzetta), gaia neagră (Milvus migrans), stârc de noapte (Nycticorax nycticorax), fluierar de mlaștină (Tringa glareola)
- mamifere (1): lupul (Canis lupus)
- nevertebrate (2): Austropotamobius pallipes, Coenagrion mercuriale
- pești (4): Cobitis bilineata, Padogobius nigricans, Rutilus rubilio, Telestes muticellus
- reptile (2): șarpele cu patru dungi (Elaphe quatuorlineata), țestoasa de baltă (Emys orbicularis)

Pe lângă speciile protejate, pe teritoriul sitului au mai fost identificate 6 specii de plante.